# Wybory parlamentarne w Izraelu w 2021 roku
Wybory parlamentarne w Izraelu do Knesetu XXIV kadencji, które odbyły się 23 marca 2021 roku.
Do 22 grudnia 2020 roku rządzącej koalicji nie udało się przegłosować ustawy budżetowej na 2021 rok. W związku z tym, zgodnie z prawem, automatycznie zarządzono następne wybory, których termin wyznaczono na 23 marca 2021 roku. Rozpisanie kolejnych wyborów odbyło się w atmosferze sporów pomiędzy będącymi w koalicji Likudem Binjamina Netanjahu i Niebiesko-Białymi Beniego Ganca.

## System wyborczy

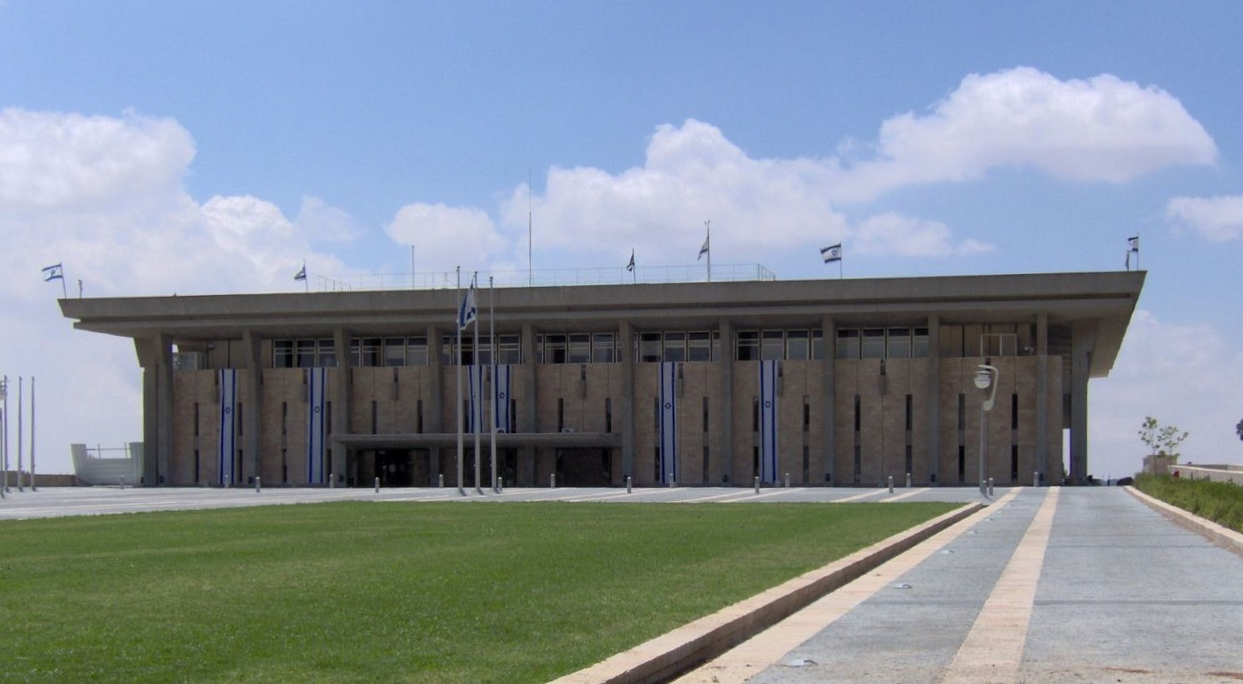
Budynek Knesetu

120 deputowanych do Knesetu wybieranych jest w ordynacji proporcjonalnej z zamkniętych list w jednym ogólnokrajowym okręgu wyborczym. Próg wyborczy w wyborach wynosi 3,25%. Prawo zgłaszania list kandydatów posiadają partie lub koalicje wyborcze, które zadecydowały o starcie w wyborach. Prawo partii politycznych z 1992 roku pozwala na start każdej partii, która nie neguje Państwa Izrael jako państwa żydowskiego i demokratycznego, nie podżega do rasizmu i nie wspiera lub nie bierze udziału w działalności przeciw niemu. Lista, która przekroczy próg wyborczy otrzymuje liczbę mandatów równą jej wyborczej sile. Dochodzi do tego poprzez podział ważnych głosów oddanych na listy, z wynikiem pozwalającym na przekroczenie progu, w celu ustalenia ile głosów było potrzebnych na otrzymanie jednego mandatu przez listę. Podział mandatów odbywa się metodą D’Hondta, która w Izraelu jest znana jako metoda Badera-Ofera od nazwisk posłów, którzy zaproponowali jej zastosowanie (Jochanan Bader i Awraham Ofer).
W celu zwiększenia swoich szans na zdobycie większej ilości mandatów partie mogą podpisać tzw. porozumienia o nadwyżce głosów. W myśl prawa porozumienie to zawiera się między dwoma partiami w celu podziału głosów, które nie wystarczyły na zdobycie kolejnego mandatu. Na tej zasadzie mniejsza partia przekazuje swoją nadwyżkę większej partii, z którą zawarła porozumienie. Podział głosów rozwiązuje się wtedy, dzieląc całkowitą liczbę ważnych głosów przyznanych obu listom w parach, które zawarły takie porozumienie, przez liczbę miejsc przyznanych obu listom, plus 1. Para list o najwyższym wskaźniku otrzymuje nadwyżkę miejsca. Przed marcowymi wyborami porozumienie to zostało zawarte pomiędzy: Jaminą i Nową Nadzieją, Jest Przyszłość i Naszym Domem Izrael, Likudem i Religijnym Syjonizmem, Partią Pracy i Merecem, Zjednoczonym Judaizmem Tory i Szasem.

## Kampania
6 stycznia 2021 roku w wyniku braku porozumienia pomiędzy Jaminą a Unią Narodową, lider tej drugiej, Becalel Smotricz, ogłosił, że Unia Narodowa wystartuje samodzielnie w wyborach pod nową nazwą Syjonizm Religijny.
19 stycznia odbyły się wybory nowego przewodniczącego Żydowskiego Domu w związku z zapowiedzią Rafiego Pereca o tym, iż partia potrzebuje nowego lidera, który poprowadzi ją do wyborów. Nowym przewodniczącym została Chagit Mosze.
24 stycznia odbyły się wybory na przewodniczącego Partii Pracy, które wygrała Meraw Micha’eli.
3 lutego Syjonizm Religijny podpisała porozumienie o utworzeniu wspólnej listy w nadchodzących wyborach z Żydowską Siłą i No’am.

## Wyniki

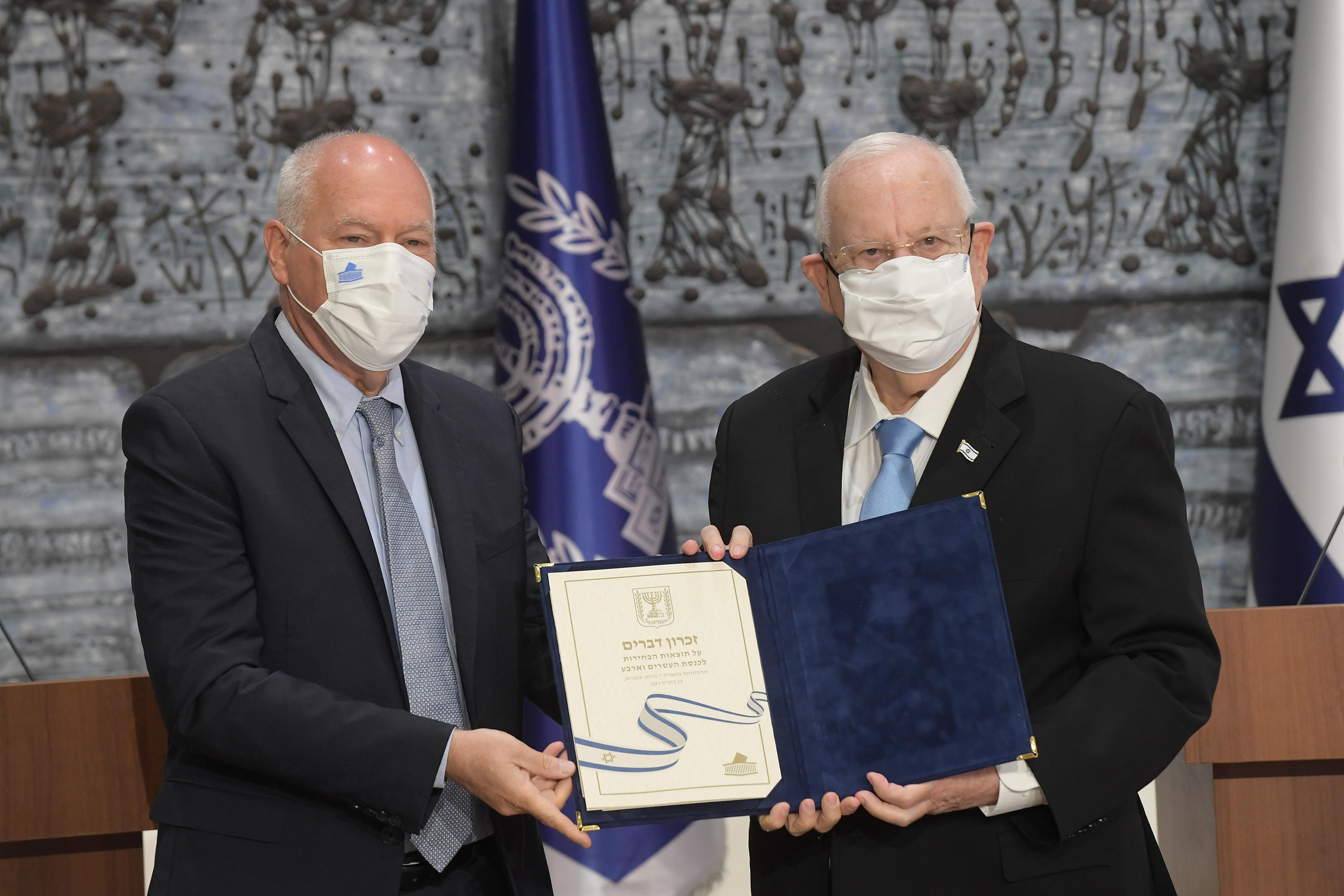
Oficjalne przedstawienie wyników wyborów z marca 2021 roku przez przedstawiciele komisji wyborczej Sądu Najwyższego i prezydenta Re’uwena Riwilina

Liczba uprawnionych do głosowania wynosiła 6 578 084 osób. Frekwencja wyborcza wyniosła 67,44.
| Partia                                                         | Głosy     | %      | Miejsca | +/- |
| -------------------------------------------------------------- | --------- | ------ | ------- | --- |
| Likud                                                          | 1 066 892 | 24,19% | 30      | 6   |
| Jest Przyszłość                                                | 614 112   | 13,93% | 17      | 4   |
| Szas                                                           | 316 008   | 7,17%  | 9       |     |
| Niebiesko-Biali                                                | 292 257   | 6,63%  | 8       | 6   |
| Jamina                                                         | 273 836   | 6,21%  | 7       | 1   |
| Partia Pracy                                                   | 268 767   | 6,09%  | 7       |     |
| Zjednoczony Judaizm Tory–Degel ha-Tora                         | 248 391   | 5,63%  | 7       |     |
| Nasz Dom Izrael                                                | 248 370   | 5,63%  | 7       |     |
| Syjonizm Religijny (Unia Narodowa-Tkuma, Żydowska Siła, No’am) | 225 641   | 5,12%  | 6       |     |
| Zjednoczona Lista (Chadasz, Ta’al, Balad)                      | 212 583   | 4,82%  | 6       |     |
| Nowa Nadzieja                                                  | 209 161   | 4,74%  | 6       |     |
| Merec                                                          | 202 218   | 4,59%  | 6       |     |
| Zjednoczona Lista Arabska                                      | 167 064   | 3,79%  | 4       |     |
| Ha-Kalkalit he-Chadasza                                        | 34 883    | 0,79%  | 0       |     |
| Rafa                                                           | 17 346    | 0,39%  | 0       |     |
| Partia Piratów                                                 | 1 309     | 0,03%  | 0       |     |
| Ani we-ata                                                     | 1 291     | 0,03%  | 0       |     |
| Inne partie                                                    | 9 923     | 0,24%  | 0       |     |
| Suma                                                           | 4 410 052 |        | 120     |     |

Źródło: תוצאות האמת של הבחירות לכנסת ה-24 (dostęp: 14.06.2021).